# Black Adam
Black Adam (Teth/Theo-Adam), (Español: Adán Negro) es un supervillano y antihéroe Egipcio que aparece en los cómics estadounidenses publicados por DC Comics. Fue creado por Otto Binder y C. C. Beck, y apareció por primera vez en el número debut del cómic The Marvel Family de Fawcett Comics en diciembre de 1945. Desde que DC Comics obtuvo la licencia y adquirió los personajes de Fawcett en la década de 1970, Black Adam se ha mantenido como uno de los archienemigos del superhéroe Capitán Marvel/Shazam y la Familia Marvel (también conocida como Familia Shazam), junto con el Doctor Sivana y Mister Mind.
Black Adam fue representado originalmente como un  supervillano y el antiguo predecesor egipcio del Capitán Marvel, quien se abrió camino hasta los tiempos modernos para desafiar al héroe y sus asociados de la Familia Marvel. Sin embargo, desde principios del siglo XXI, Black Adam ha sido redefinido por los escritores de DC Comics, Jerry Ordway, Geoff Johns y David S. Goyer como un antihéroe corrupto que intenta limpiar su nombre y reputación. Los papeles destacados en series de cómics como Sociedad de la Justicia de América (JSA), Villains United, Infinite Crisis y 52 han elevado la prominencia del personaje en el Universo DC, culminando con el relanzamiento de Infinite Frontier en toda la línea de DC en 2021, en el que se une a la Liga de la Justicia como Poderoso Adam. En 2009, Adam fue clasificado como el decimosexto villano de cómics más grande de IGN de todos los tiempos.
Dwayne Johnson prestó su voz a Black Adam en DC League of Super-Pets (2022), antes de interpretarlo en su debut de acción en vivo en la película Black Adam (2022) de DC Extended Universe (DCEU), de New Line Cinema y Warner Bros., luego de un cameo digital silencioso en Shazam! (2019).

## Historial de publicaciones

### Fawcett Comics
La versión canónica de Black Adam apareció solo una vez durante la publicación inicial de Fawcett de los cómics del Capitán Marvel. En The Marvel Family # 1, Black Adam es un antiguo egipcio llamado Teth-Adam (es decir, "Poderoso humano"), que es elegido por el mago Shazam para ser su sucesor debido a su presunta pureza moral. Esta historia se reimprime en Shazam de DC ! # 8 (1973), que es su primera aparición en la Edad del Bronce.
Cuando Teth-Adam dice la palabra mágica "Shazam", se transforma en Poderoso Adam, un ser superpoderoso que posee los mismos poderes que luego se le otorgarían al Capitán Marvel; sin embargo, Mighty Adam pronto es corrompido por la inmensidad de sus poderes. Originalmente, el mago Shazam otorga a Adán poderes derivados de antiguas deidades grecorromanas; más adelante en la serie, se cambió a antiguas deidades egipcias.
Al decidir que debería gobernar el mundo, el Poderoso Adam derroca y mata al faraón y asume el trono egipcio. Enojado por esta traición, Shazam cambia el nombre de su errante campeón Black Adam, e incapaz de revocar los poderes que le dio a Adam, lo destierra a la estrella más distante del universo.
Black Adam pasa los próximos 5.000 años volando de regreso a la Tierra. Para cuando regresa, en 1945, Shazam ha nombrado a tres nuevos campeones para ocupar su lugar: Capitán Marvel, Capitán Marvel Jr. y Mary Marvel. Los intentos de Adam de apoderarse del mundo hacen que las Maravillas busquen consejo con Shazam, quien les cuenta sobre Black Adam. Adam logra amordazar a Billy y Freddy mientras hablan con Shazam. Luego los ata, planeando matarlos más tarde. El Tío Marvel los libera mientras Mary lucha contra Black Adam, lo que les permite transformarse.
Adam lucha con el trío, conocido como la Familia Marvel, pero como todos son igualmente invulnerables, la lucha sigue y sigue sin resolución. El Tío Marvel, miembro de la familia Marvel sin poder, recibe una idea de Shazam y engaña a Adam para que diga "Shazam", convirtiéndolo en Teth-Adam. Cinco mil años de envejecimiento lo alcanzan en un instante cuando el Capitán Marvel lo deja inconsciente segundos después de que se transforma y muere, convirtiéndose en un esqueleto.
Black Adam vestía un traje casi idéntico al del Capitán Marvel, excepto negro en lugar de escarlata y sin capa.

### DC Comics

#### Pre-Crisis
Más tarde, el Dr. Sivana usa su máquina de resurrección para resucitar a Adam. Cuando fue visto por última vez durante la Crisis en Tierras Infinitas (versión Pre-Crisis), Adam estaba luchando contra los héroes en las cinco Tierras restantes y parcialmente fusionadas. Si bien es derrotado en la misma historia en la que debuta, el no-canon o la versión DC de Adam resucita casi 30 años más tarde en Filadelfia por la máquina reencarnación del Doctor Sivana en Shazam! de DC Comics renacimiento de los personajes de la Familia Marvel. Luego destruye la máquina para que no pueda ser enviado de regreso.
Según Shazam! # 28 (la primera aparición nueva de Black Adam, pero la segunda aparición real, en la Edad del Bronce), Black Adam obtiene sus poderes de Shu (resistencia), Hershef (fuerza), Amón (poder), Zehuti (Thoth) (sabiduría), Anpu (velocidad) y Menthu (coraje). Black Adam viaja accidentalmente en el tiempo a 1776 mientras se dirige a la Roca de la Eternidad para destruir a Shazam a sugerencia de Sivana, ya que Sivana realmente sintió que los poderes de Adam también serían eliminados, pero Cap accidentalmente lo arrojó atrás en el tiempo. Él y Cap luchan y Adam se da cuenta de que tendrá que usar un truco. Hace que su rayo golpee a Cap, volviéndolo hacia Billy, luego lo agarra y cubre su boca antes de que pueda terminar de decir su palabra mágica.
Después de eso, Black Adam también está involucrado con Karmang en la All-New Collectors 'Edition # C-58 (la tercera aparición de Black Adam, pero la segunda aparición nueva en la Edad de Bronce) e intenta destruir tanto a Superman como al Capitán Marvel.
Después de varias derrotas más a manos del Capitán Marvel, Adam se une a la versión final Pre-Crisis de Mister Mind y la Monstruosa Sociedad del Mal, que organiza un asalto a la Roca de la Eternidad. El malvado dios de la magia Oggar convoca un ejército malvado de las arenas y el polvo de Egipto para que Adam lo dirija después de silenciar a Billy con su magia. A pesar de ser derrotados, escapan.

## Biografía ficticia

### El poder de Shazam!: origen revisado
Black Adam es reintroducido al Universo DC en The Power of Shazam! novela gráfica de Jerry Ordway en 1994. En esa historia y en el subsiguiente Power of Shazam! serie en curso, Adam es un adversario mortal y malvado para el Capitán Marvel.
En este origen revisado, Teth-Adam nació el 11 de septiembre de 1279 a. C. Teth-Adam es el hijo del antiguo egipcio faraón Ramsés II, e impresiona a uno de los sumos sacerdotes, el mago Shazam, con sus buenas obras. El mago le da a Teth-Adam el poder de convertirse en el superhéroe Poderoso Adam al pronunciar el nombre "Shazam", un acrónimo de los poderes del Poderoso Adam: la resistencia de Shu, la rapidez de Heru (Horus), la fuerza de Amón, la sabiduría de Zehuti (Thoth), el poder de Atón y el coraje de Mehen. No extrae poderes de Shazam debido a que la demonia Blaze hace un trato con el dios egipcio Set.
Poderoso Adam es el campeón de Egipto durante muchos siglos, pero se corrompe por los encantos de una mujer misteriosa, que se revela como la malvada hija de Shazam, Blaze, disfrazada. El hechizado Adam está convencido de que él y su amante deben gobernar Egipto, por lo que mata al faraón y se nombra gobernante. Shazam se entera de esta traición y despoja a Adam de sus poderes, encerrándolos en un collar de escarabajo místico. El cuerpo sin poder de Adam experimenta rápidamente el proceso de envejecimiento que la magia había evitado, y el antiguo héroe se marchita en un cadáver seco en segundos.
Shazam entierra tanto el cuerpo como el escarabajo en la tumba de Ramsés II, donde planea que permanezca por toda la eternidad. En la muerte, el ex héroe se conoce como "Khem-Adam" ("Black Adam"). Desilusionado por lo que percibió como la traición de Adam, Shazam espera varios milenios antes de nombrar a un segundo campeón para luchar contra el mal en su nombre.
Miles de años después, a fines del siglo XX, un asistente arqueológico sin escrúpulos llamado Theo Adam es asignado a la Expedición Malcolm, financiada por la Fundación Sivana para excavar la tumba de Ramsés II. Adam descubre la tumba de Khem-Adam en un pasadizo secreto y lleva a sus superiores, C.C. Batson y su esposa Marilyn, al descubrimiento. Al ver por primera vez el escarabajo de Khem-Adam, Theo Adam se obsesiona con el artefacto y mata a los dos Batson para robarlo. Al escapar de Egipto, Theo Adam pronto regresó a Estados Unidos.
El hijo de los Batson, Billy, se ha quedado atrás en los Estados Unidos y es reclutado por Shazam para convertirse en el segundo campeón del mago, el Capitán Marvel. Cuando Theo Adam se encuentra por primera vez con el Capitán Marvel, nota la apariencia idéntica de Marvel a C.C. Batson y la insignia del rayo en el cofre de Marvel que también había decorado la tumba de Khem-Adam. Por lo tanto, Adam tiene una revelación y se da cuenta de que es una reencarnación de Khem-Adam. Agarrando su escarabajo robado, Adam pronuncia el nombre de Shazam y se transforma en el superpoderoso Black Adam.
Black Adam se revela al Capitán Marvel como el asesino de los Batson, y los dos luchan. El Capitán Marvel sale victorioso al arrebatarle el escarabajo de Adam y, por lo tanto, su poder. Sin embargo, lo salva de ser aplastado por un edificio que se cae. Marvel lleva a Theo Adam a Shazam, quien borra la memoria de Adam y le quita la voz, para que no pueda acceder a sus poderes. Esta solución resulta temporal, ya que Blaze vuelve a entrar en la vida de su antiguo amante y ayuda a restaurar su voz, su memoria y el acceso a sus poderes.

### SerieJSA: reformas de Black Adam
Aunque Adam aparece durante el Poder de Shazam!, el primer año de publicación de la serie en curso como villano, hacia el final de la serie, Adam regresa y anuncia que Black Adam y Theo Adam son personalidades separadas. Black Adam es juzgado nuevamente por los asesinatos de los Batson, y es absuelto cuando se revela que sus huellas dactilares no coinciden con las de Theo Adam.
El Black Adam reformado todavía es vulnerable a la influencia de su anfitrión asesino, y ataca a la Sociedad de la Justicia de América bajo el control de Theo Adam en JSA # 6 (1999). En números posteriores, Adam se une a la Sociedad de la Injusticia del supervillano Johnny Sorrow después de que Sorrow extirpa un tumor maligno del cerebro de Adam. Lo envían a luchar contra Wildcat y lo derrota fácilmente, mostrando lo fácil que podría matarlo llevándolo a unos 25.000 pies sobre el suelo, lo suficientemente alto para que puedan hablar mientras no pueden ir más alto sin que el Wildcat humano se congele o se asfixie. Explicando las diferentes formas en que podría matarlo y preguntando qué daría por su vida.
Le muestra la Roca de la Eternidad donde Sorrow ha convertido a Shazam en piedra con su rostro maldito que suele matar a quienes lo ven, contactando también con El Espectro, quien les brinda información adicional. Adam pronto traiciona a Sorrow, y él y la JSA derrotan a la Sociedad de la Injusticia. Black Adam le da a Flash brevemente la velocidad de Heru, lo que le permite derrotar a Johnny Sorrow golpeándolo casi a la velocidad de la luz cuando está paralizado después de que el Doctor Medianoche le mostró a Sorrow una imagen previamente grabada de su propio rostro, enviándolo desde la Tierra a otra dimensión.
Flash se encuentra con Black Adam en el pasado, donde fue enviado debido a la gran velocidad a la que viajó, y nuevamente usa su velocidad, esta vez para regresar a su propio tiempo. Después de que Flash regresa, Black Adam ayuda a la JSA a luchar contra Sin-Eater, un demonio thanagariano. Afirmando estar libre de la influencia maligna de Theo nuevamente, un arrepentido Black Adam solicita membresía en la Sociedad de la Justicia y se le concede una membresía de prueba en JSA # 21 (2002).
Durante su mandato en JSA, los escritores Geoff Johns y David S. Goyer redefinieron la personalidad y los antecedentes de Adam, centrándose en los ideales de justicia anticuados y militantes del personaje, y su actitud oficiosa y fuertemente obstinada. A pesar de esto, ha manifestado en muchas ocasiones que respeta a la Sociedad de la Justicia, en particular a miembros como Jay Garrick. Se muestra que varios otros miembros de JSA son escépticos de la reforma de Adam; El principal de ellos es el Átomo Smasher, quien más tarde se convierte en el amigo cercano de Adam después de que Adam simpatiza con su decisión de matar al casi inmortal Extant para salvar a su madre.
Los escritores también crearon tensión adicional en el libro al hacer que el Capitán Marvel, que no está convencido de que Adam se haya reformado, se uniera al equipo. Un arco de la historia de JSA (números 39 al 44) presenta a Marvel, Chica Halcón y Mr. Terrific aventurándose en el tiempo al antiguo Egipto, donde se encuentran con Poderoso Adam antes de su corrupción. Durante esta visita, Poderoso Adam está agradecido de conocer al Capitán Marvel, ya que la presencia de Marvel demuestra que su legado lo sobrevivirá incluso sin sus hijos.
Cuando Marvel se transforma de nuevo en Billy Batson, Adam expresa admiración por la capacidad del joven para manejar el poder de Shazam a una edad tan temprana, algo que duda que pudiera haber logrado él mismo. Después de regresar al presente, Marvel señala que ahora comprende mejor los motivos de Adam después de enterarse de la pérdida de la familia de Adam. Adam rechaza la oferta, comentando que Marvel no puede entenderlo realmente, afirmando que, aunque no son enemigos, nunca serán amigos.
Johns y Goyer utilizaron este arco de la historia para alterar ligeramente el origen de Adam. El héroe ahora proviene de la nación ficticia de Kahndaq en el norte de África, no de Egipto, aunque sirve al príncipe egipcio Khufu (que más tarde se reencarna como miembro de JSA Hombre Halcón). El personaje de Blaze se elimina por completo de la historia de origen, y la rabia de Adam se describe como resultado de la conquista de Kahndaq (y el asesinato de su esposa e hijos) a manos de un supervillano con poder mágico llamado Ahk-ton (cuyos poderes parecerse al futuro héroe Metamorfo), que está trabajando con el notorio inmortal Vándalo Salvaje. Poderoso Adam mata a Ahk-ton durante la lucha y regresa a Kahndaq para reclamarlo por cualquier medio necesario, incluido el asesinato. El mago Shazam no está de acuerdo con las acciones de Adam, le quita sus poderes y lo mata.

### JSA: Black Reign
En JSA # 45 (2003), Black Adam y su compañero de equipo Átomo Smasher desertan de la Sociedad de la Justicia. Durante los siguientes números, Adam forma su propia organización, que administra justicia de la forma en que Adam quiere: "ojo por ojo". Su lista incluye una mezcla de héroes y villanos de DC, incluidos Átomo Smasher, Brainwave (que está poseído por Mister Mind), Northwind y el resto de la sociedad de Feithera, Némesis y el ex curador del museo JSA Alex Montez, el anfitrión humano del demonio Eclipso. El colectivo de Adam ejecuta a Kobra, un villano que ha sido absuelto por el sistema legal (aunque porque sus seguidores habían amenazado con explotar si no era liberado) cuando la JSA podría haberles ahorrado su escape y la molestia de un juicio simplemente matándolo cuando estaba capturado por primera vez. Adam luego dirige su atención a su antigua patria de Kahndaq, ahora gobernada por un dictador militante cuyas acciones habían sido ignoradas durante mucho tiempo por las Naciones Unidas.
A finales de 2003 comenzó la publicación de una historia cruzada de JSA/Hawkman titulada "Black Reign", escrita solo por Geoff Johns, que presenta a Adam y la toma hostil de Kahndaq por parte de su milicia. Pronto estalla una guerra, con Adam, sus camaradas y el pueblo Kahndaqi de un lado y la Sociedad de la Justicia del otro. El dictador finalmente es asesinado por Átomo Smasher. Al final del arco, la JSA deja a Adam al mando de Kahndaq, siempre que no abandone sus fronteras, convenciéndolo de que no puede imponer su dominio en el mundo o que no es mejor que el dictador que había derrotado.
Brainwave es salvado por la JSA, Mister Mind es capturado gracias a que Átomo se infiltra en la cabeza de Brainwave, como parte de una misión encubierta para confirmar si Adam estaba lavando el cerebro a sus camaradas, y Némesis y Alex mueren durante la batalla cuando Alex pierde el control de Eclipso. Solo Northwind y el Átomo Smasher permanecen al lado de Adam, y el Átomo Smasher se marcha más tarde cuando un choque en el tiempo con Degaton lo lleva a conocer a Al Pratt en la década de 1950 y revaluar sus motivaciones pasadas.
Como gobernante de Kahndaq, se describe a Adam trabajando ferozmente para proteger a su pueblo y su nación, aunque su arrogancia sigue siendo una desventaja; cuando El Espectro atacó a Khandaq después de ser corrompido por Eclipso, Black Adam en realidad le dijo a su gente que la JSA también era su enemigo porque no quería dar a su gente la impresión de que necesitaba ayuda para protegerlos, a pesar de que claramente estaba superado por el poder del Espectro.

### Crisis Infinita
Black Adam aparece en gran medida en el crossover Crisis infinita 2005 de DC, principalmente en la miniserie Villains United como miembro de la Sociedad Secreta de Supervillanos (a la que solo se une para proteger a Kahndaq de la Sociedad). Al mismo tiempo, en JSA, Atom Smasher deja el lado de Adam para regresar a JSA.
La Sociedad está dirigida por Alexander Luthor Jr., un personaje del mundo alternativo de Tierra-3, que se disfraza de Lex Luthor de la Tierra Post-Crisis. La serie limitada Crisis Infinita se centra en el plan de Alexander Luthor para restaurar el Multiverso. Al necesitar un miembro de la Familia Marvel para alimentar el aparato que ha diseñado para recrear las Tierras alternativas del Multiverso, Luthor hace que la Sociedad traicione y capture a Black Adam. Con la ayuda de los poderes de control mental del Psico-Pirata, Luthor es capaz de controlar a Adam y hacer que invoque el rayo mágico de Shazam para alimentar el aparato.
El alboroto del Espectro durante la historia del Día de la Venganza ha revertido toda la magia en el Universo DC a una estructura caótica y cruda, y la muerte del mago Shazam lo ha transformado en una atadura que se puede usar para aprovechar la magia, lo que permite a Alexander utilizar a cualquier miembro de la familia Marvel para alimentar su equipo si se pronuncia el nombre del mago. Al final de la miniserie, Black Adam es liberado por Superboy y Nightwing. Adam mata rápidamente a Psico-Pirata y, tras un intento fallido de derrotar a Superboy Prime (lo que revela que la magia no afecta a Superboy Prime, ya que los golpes de Adam supuestamente solo le "hacen cosquillas"), es transportado a Tierra-5 cuando Superboy-Prime lo golpea demasiado lejos de la Torre. Se une a los héroes, (aunque los otros combatientes generalmente lo consideran de su propio lado) en la Batalla de Metrópolis, destruyendo Amazo poco después de su llegada.

### 52
Black Adam aparece como un personaje destacado en el cómic 52 semanal de DC. Representado como el violento protector de la nación de Kahndaq, Adam mata a varios supervillanos en público y en televisión para demostrar sus puntos de vista. Como resultado, la comunidad sobrehumana desconfía de él.
En 52, DC presenta a Adrianna Tomaz, la "esclava más bella de Egipto" ofrecida a Adam por Intergang como símbolo para ganarse su favor, junto con $ 2,000,000 en oro africano. Black Adam envía un mensaje a Intergang matando a Noose, destrozándole la cara y enviando al resto de los miembros de Intergang a casa, dejando a Adrianna atrás.
Durante la Semana 10, crea una coalición metahumana internacional contra la supremacía metahumana percibida de los Estados Unidos. Consigue que miembros de los Grandes Diez de China y los Rocket Reds de Rusia, entre otros, se unan a la coalición. Adrianna comienza a aconsejarlo y se queda como refugiada. Ella lo convierte en un gobernante que muestra más misericordia y realiza actos de caridad.
En la semana 12 de la serie, Adam gana un amuleto mágico, escondido en el escarabajo en el que Shazam lo aprisionó. Con la ayuda del Capitán Marvel, quien primero piensa que Adam está tratando de atacarlo, transforma a Adrianna en la superheroína Isis.
Cuatro semanas después, en la Semana 16, le propone matrimonio con una joya que César le dio a Cleopatra, y los dos se casan, con el Capitán Marvel y el resto de la Familia Marvel como testigos, María como dama de honor. Renée Montoya y la Pregunta impiden que un terrorista suicida, un niño enviado por Intergang, arruine la boda. Por esto, Black Adam les otorga el más alto honor del país, la Orden del Escarabajo, aunque está furioso al descubrir que Renée se ha perdido la ceremonia mientras se acuesta con una mujer Khandaqi por el dolor por matar a un niño.
En la 52 Semana 23, Black Adam e Isis, con la ayuda de Pregunta y Renée Montoya, encuentran al hermano de Isis, Amon. Debido a un fallido intento de fuga, Amon sufre heridas casi fatales por repetidas palizas, lo que significa que nunca volverá a caminar. Para salvar su vida, Black Adam otorga una parte de su propio poder al niño, como lo hizo el Capitán Marvel con el Capitán Marvel Jr. El hermano de Isis se convierte en una nueva incorporación a la Familia Black Marvel bajo el nombre de Osiris. Ayudan a los Marvel a vencer al demoníaco Sabbac usando su rayo en Halloween cuando intenta sacrificar niños al demonio Neron, mientras que varios pisos de altura. Luego lo trasladan a un lugar desconocido. La familia Black Marvel también tiene una cena benéfica con Venus Sivana, durante la cual Osiris conoce por primera vez a un cocodrilo parlante (a quien Osiris llama Sobek).
Osiris es aceptado en los Jóvenes Titanes. Al regresar de una misión, él y el resto de la familia Black Marvel son atacados por el Escuadrón Suicida. Los Black Marvels derrotan al Escuadrón, pero no antes de que las imágenes de ellos en la batalla (incluido el asesinato accidental de un miembro del Escuadrón de Osiris que estaba atacando a Isis) sean capturados por Amanda Waller, quien lo usa para arruinar aún más la reputación de la Familia Black Marvel. Mientras tanto, Khandaq sufre una serie de desastres naturales, que parecen tener un origen sobrenatural. Participa en actividades más beneficiosas, como una cena benéfica con los Sivanas.
Atormentado por la culpa por la muerte del Persuasor, Osiris se aventura a la Roca de la Eternidad y le suplica al Capitán Marvel que le retiren sus poderes, ya que teme que la influencia de Black Adam (y la de sus dioses) lo haya contaminado con el mal. Black Adam llega y los dos luchan hasta que Isis y las Marvel son sometidos. Osiris cede, aparentemente aceptando que se ha arrepentido lo suficiente por la muerte del Persuasor, y acompaña a la Familia Black Marvel de regreso a casa.
Sin embargo, cuando Osiris y su amigo Sobek, el cocodrilo que habla, están solos, admite que solo estaba haciendo una fachada para apaciguar a los que lo rodean, y que nunca podría perdonarse a sí mismo por matar a nadie, como lo ha hecho Black Adam. Sobek le advierte a Osiris que debe pronunciar el nombre de Black Adam y deshacerse de los poderes que ha llegado a odiar. Osiris lo hace, solo para ser traicionado y brutalmente devorado por Sobek, mientras está en su forma mortal.
Isis y Adam se enfrentan a Sobek después de encontrar el cuerpo de Osiris, quien revela que él es Famine, el cuarto jinete de Apokolips, una de las cuatro criaturas creadas por Intergang para atacar a Black Adam. Adam se deshace rápidamente de Sobek alargando demasiado sus mandíbulas y lucha con los otros tres jinetes. Uno de ellos, Pestilencia, infecta a Isis con una enfermedad mortal antes de que Adam lo mate a él y a su compañero Guerra. Isis, gravemente enferma, salva a Adam de la muerte usando sus poderes para enviar a la muerte al cielo con un géiser de lava, y le dice a Adam con su último aliento que se equivocó al tratar de cambiar sus puntos de vista sobre la justicia y que debería vengar a ambos y Osiris.

#### Tercera Guerra Mundial
Después del funeral en honor a su familia, Adam ataca a la vecina nación asociada a Intergang de Bialya en busca de la Muerte. Enfermo de dolor por la muerte de su familia, Adam procede a exterminar a toda la población de 2.000.000 de ciudadanos de Bialya en su búsqueda de su objetivo. Al enfrentarse al asesino de su familia, Adam enfurecido lucha contra una Muerte muy mejorada, que se ha estado alimentando de la masacre de la población de Bialya. A pesar de su fuerza mejorada, Adam derrota a ,Muerte con un aluvión de relámpagos místicos. Mientras tortura a la Muerte durante todo un día, Adam descubre la identidad y el paradero de los amos de los Jinetes, y vuela a la isla Oolong en busca del Escuadrón Ciencia.
Fácilmente supera sus defensas, incluso un arma equivalente al meteorito que mató a los dinosaurios resulta incapaz de detenerlo. Adam es sometido por los científicos, que proyectan un campo dimensional en su mente del tamaño de un campo de fútbol, dejándolo impotente. Luego usan una electro-corona para redirigir los impulsos de su cuerpo y mantenerlo prisionero. El Dr. Sivana tortura a Adam durante semanas usando la corona eléctrica, que solo sirve para enfurecer aún más a Adam, quien promete destrozarlos a todos.
El "Escuadrón Ciencia" hace un anuncio mundial de que planean vender Black Adam como un arma viviente al mejor postor, lo que resulta en que la Sociedad de la Justicia asalte la isla para liberar a Adam. Se revela que Chang Tzu había construido los Jinetes bajo las órdenes de China, que quería que Adam y su familia fueran asesinados después de que Adam se retirara del Tratado de Libertad de Poder. Adam se niega a ser detenido por la destrucción de Bialya, a pesar de las peticiones de Átomo-Smasher, una vez más volando en busca de venganza por la muerte de su familia.
Enfurecido hasta el punto de la locura, Black Adam lanzó un ataque de una semana contra los héroes del mundo, que luego se denominará "Tercera Guerra Mundial". Desgarrando por todo el mundo, Adam destruye muchos hitos históricos, incluida la Torre Inclinada de Pisa y las pirámides de Egipto en su batalla con docenas de superhéroes que intentan detenerlo. Después de luchar y derrotar a la Familia Marvel, los Guardianes Globales, la Patrulla Condenada y los Jóvenes Titanes, lo que resultó en la muerte del joven Frankenstein y Terra, el camino de destrucción de Adam finalmente se mueve a través de China. El asalto sostenido de Adam finalmente impulsa al diezmado equipo de superhéroes chinos, los Grandes Diez, a permitir que la Sociedad de la Justicia de América y una coalición de otros metahumanos estadounidenses en suelo chino en un intento por detener a Adam.
El Capitán Marvel suplica a los dioses egipcios que detengan el alboroto de Black Adam, pero los dioses informan a Marvel entre risas que Black Adam tiene su bendición. Aunque no pudo eliminar los poderes de Black Adam, el Capitán Marvel se reúne con un grupo de místicos, incluidos Zatanna y Phantom Stranger, para trabajar un hechizo que le permitiría usar sus poderes para transformar a Black Adam de nuevo a su forma humana en lugar de a sí mismo. Green Lantern (Alan Scott) y Power Girl refrenaron a Black Adam mientras lo arrastraban hacia el camino del rayo, pero la explosión resultante lo arrancó de sus manos.
Teth-Adam, una vez más humano, escapó con la ayuda del Átomo Smasher, quien lo llevó a un lugar seguro después de salvarlo de su caída. Después de que Adam perdió el poder, Marvel también cambió la palabra mágica de Adam con sus habilidades como el nuevo guardián de la Roca de la Eternidad, manteniéndola en secreto para evitar que recupere sus poderes. Abandonado como mortal, Adam vagó por el Medio Oriente, intentando adivinar la palabra que restauraría su poder.

### Countdown / Black Adam: The Dark Age
La búsqueda de Black Adam para recuperar sus poderes entre los eventos de 52 y Countdown se describió en una miniserie de seis números titulada Black Adam: The Dark Age, publicada desde finales de 2007 hasta principios de 2008. En algún momento después de su derrota en la Tercera Guerra Mundial, Adam se reúne un pequeño grupo de hombres Kahndaqi que aún permanecen leales a Adam, y se cuela en un Kahndaq fuertemente custodiado y devastado por la guerra disfrazado (después de que sus secuaces lo golpeen sin piedad para alterar su apariencia) para recuperar los huesos de Isis. Los hombres matan a los guardias en la tumba y obtienen los restos de Isis.
La mayoría de los hombres de Adam mueren en una batalla con un grupo de soldados que esperan a Adam en la tumba, pero Adam logra escapar con los restos de Isis. Cuando la Sociedad de la Justicia llega más tarde a la escena después del tiroteo, Átomo Smasher encuentra el dedo anular izquierdo y el anillo de bodas de Isis, que Adam accidentalmente dejó caer durante su escape. Uno de los sirvientes leales de Adam, Hassan, el último que sobrevive, se ofrece como alimento a Adam para ayudarlo a sobrevivir a través de las montañas.
Adam lleva los huesos de Isis a un Pozo Lázaro en el Himalaya con la intención de usarlo para resucitarla, pero no puede completar el proceso sin usar todos los huesos de Isis (incluido el dedo anular que falta) o su amuleto mágico, que ha desaparecido. Se dirige a la torre del Doctor Fate en busca del amuleto y encuentra al supervillano y hechicero Felix Fausto, que fue atrapado en la torre por Ralph Dibny durante el 52. Faust le revela a Adam que Mary Marvel y Capitán Marvel Jr. rompieron el amuleto de Isis en varios pedazos y los esparcieron por todo el mundo.
Al darse cuenta de que Isis es lo suficientemente poderosa como para liberarlo de la torre, Fausto accede a ayudar a Adam a localizar las piezas del amuleto. Realiza un hechizo que permite a Teth-Adam transformarse en Black Adam extrayendo la magia residual que queda en los huesos de Isis, con Adam usando su nombre como palabra mágica. Sin embargo, Fausto advierte a Adam que use sus poderes solo cuando sea absolutamente necesario, no sea que Adam drene todo el poder restante de Isis y haga imposible su resurrección.
Usando una señal de búsqueda grabada en su mano por Fausto, Adam se dirige a través del mundo en busca de las piezas del amuleto de Isis. Al mismo tiempo, la Sociedad de la Justicia está trabajando con los Marvel para perfeccionar una forma de usar el rayo de Shazam para rastrear a Black Adam y llevarlo ante la justicia. Además, un equipo contratado de vigilantes armados financiados de forma encubierta por Estados Unidos y varias otras naciones también está cazando a Adam, y han desarrollado una "bala de la eternidad", fabricada a partir de fragmentos de la Roca de la Eternidad, que puede penetrar la piel de Adam y matarlo.
A pesar de estos desafíos, Adam es capaz de recuperar todas las piezas del amuleto de Isis (y Átomo Smasher se encuentra con Adam en secreto para darle el dedo anular de Isis, aunque se guarda el anillo para él). Adam pasa toda la búsqueda recitando los nombres de calles, letreros, lugares, estados de ánimo y emociones con la esperanza de encontrar su nueva palabra mágica. Al final de su búsqueda, Teth-Adam entra en una tienda de malta de Fawcett City y pide una crema de huevo de chocolate, solo para descubrir que la "Nata de huevo de chocolate" es a lo que el Capitán Marvel cambió su palabra mágica.
Con sus poderes originales restaurados, Adam vuela a la Torre Fate y se enfrenta a Fausto. Le dice a Fausto que si se cruza con él, vendrá tras ellos. Fausto intenta resucitar a Isis y aparentemente lo logra, pero la resurrección falla y los huesos de Isis se derrumban al suelo después de jurar odio eterno contra su marido. Fausto culpa a Black Adam por usar demasiado el poder de Isis y, angustiado, Black Adam se va volando y termina en Gotham City. Sin embargo, se revela que los huesos que Faust le mostró a Black Adam pertenecían a Ralph Dibny, y Faust resucita a Isis. Con ella bajo su poder, Fausto crea una puerta y sale de la torre.
En Countdown # 47 (junio de 2007), Mary Marvel sin poder que está siendo perseguida por criminales se topa con Black Adam, escondido en la antigua embajada de Kahndaqi en Gotham City, mata a los criminales y descubre que él ha matado a varios otros. que han tenido la desgracia de encontrar su camino hacia el edificio. Parece que Adam está a punto de dañar a Mary y comienza a estrangularla, pero en cambio, le transfiere todos sus poderes (incluidos los que recuperó de Isis). Se marcha en su forma mortal después de que ella lo libera de una pared que se ha derrumbado sobre él.

### Crisis final
Black Adam aparece en Crisis final # 5, ayudando a un pequeño grupo de héroes de la Tierra, muchos de los cuales luchó antes, en la batalla contra las fuerzas de Darkseid. Black Adam lucha contra Mary Marvel y percibe a un "anciano lascivo" dentro de ella. Intenta matarla, pero Tawky Tawny y Shazam (Freddy Freeman) lo detienen. Adam es sometido por las fuerzas enemigas.

### Sociedad de la Justicia de América
Un Black Adam inquietante y despreciado aparece en Justice Society of America # 16 (2008), escondido en la tumba de Isis y Osiris y matando a posibles saqueadores, además de dormir en los ataúdes. Él revela a través de la narración que todo el significado de su transferencia de poder a Mary Marvel era la esperanza de que su inocencia eventualmente obligaría a Mary a entregarle su poder, pero cambió lo suficiente como para permitir el renacimiento de Isis. Después de que el intento falló, Adam volvió a su estado de duelo e ira. Sin embargo, el duelo de Adam se interrumpe cuando descubre una flor ensangrentada en su santuario, creyendo que es una señal de Isis.
A pesar de que sus poderes y conciencia están fuertemente sedados por los hechizos de Felix Fausto, Isis se las arregla para usar sus poderes para crear un rastro de flores (incluido un lote con la forma del símbolo del rayo mágico de Shazam) para llevar a Adam a donde Fausto la ha estado sosteniendo cautivo. Al encontrar a Isis y liberarla del control de Fausto, Black Adam luego viaja a la Roca de la Eternidad y lucha contra Billy Batson (ahora Marvel, el mago de la Roca de la Eternidad, en lugar de Capitán Marvel), usando el mismo collar de escarabajo que una vez lo encarceló para despoja a Billy de sus poderes, con la ayuda de Isis enviando rayos a Marvel y usándolos para tomar el control de la Roca de la Eternidad. Isis planea usar el poder de la Roca para "limpiar la tierra" de toda la humanidad, que considera irrevocablemente malvada. Black Adam e Isis incluso pueden convencer a Mary Marvel para que se una a su cruzada. Los Black Marvels pronto son desafiados por la Sociedad de la Justicia, que ha acudido en ayuda del impotente Billy Batson cuando intentaba convocar a Freddy. Durante el transcurso de la pelea, los combatientes terminan en Kahndaq, donde la gente elogia el regreso de Black Adam. Isis luego mata a varios de los seguidores, alegando que están contaminados por esta nueva Tierra. Black Adam intenta proteger a su gente, solo para ser atacado por Mary y Billy, quienes habían sido contaminados por el poder de Mary. En ese momento, Jay Garrick (quien antes había sido arrojado por Isis a las nieblas que rodean la Roca de la Eternidad) aparece con el espíritu del padre de Billy, y Shazam, a quien los dos habían recuperado de la Roca de la Finalidad, donde había sido encarcelado. en una estatua. Adam está convencido de devolver su poder a Shazam, para que pueda salvar a Isis de su corrupción. A su vez, Shazam, que está furioso por el mal uso del poder que confió a sus campeones, toma el poder de Isis, Billy y Mary. y transforma a Teth-Adam y Adrianna en estatuas. Algún tiempo después, una figura oscura aparece en un relámpago, regodeándose de que Shazam le ha dado nuevos campeones con los que jugar.
Después de la historia de Blackest Night, Osiris resucitado regresa a Khandaq, prometiendo restaurar el reino a su antigua prosperidad. Osiris toma los cuerpos petrificados de Adam e Isis y vuela hacia un destino desconocido. Después de no poder revivir a Adam y Adriana, Osiris se alista en el nuevo equipo de Titanes de Deathstroke con la esperanza de encontrar una manera de salvarlos. Se le ha dicho que resucite a Isis, pero no a Adam, lo que hace matando personas con su rayo al decir Isis.

### The New 52(2011-2016)
En The New 52 (un reinicio del universo de DC Comics en 2011), Black Adam fue mencionado por el Dr. Sivana mientras escuchaba los informes de testigos del mago Shazam. Sivana menciona que Black Adam era un esclavo que fue teletransportado desde su celda a la Roca de la Eternidad y el mago le otorgó sus poderes. Adam luego pasó a salvar a Kahndaq de los Siete Pecados Mortales antes de desaparecer. Durante la explicación del Dr. Sivana, los dibujos de Black Adam se muestran en un texto histórico, mostrando un aspecto ligeramente diferente de sus encarnaciones anteriores. El Dr. Sivana luego usa su ojo mágico recién descubierto dentro de algunas ruinas para leer un jeroglífico oculto mágicamente que hace que la pared explote, liberando a Black Adam de su tumba. Luego se muestra a Adam con una versión renovada de su disfraz original, que incluye una capa, capucha y un cinturón metálico en lugar de una faja. Su rayo aparece como una abertura en su cuerpo con energía mágica visiblemente dentro de él.
En la búsqueda posterior de Black Adam de Shazam, a Billy se le muestra el comienzo del origen de Black Adam. Se centra en la historia de Aman, un niño kahndaqi que fue sometido al abuso y la esclavitud hace mucho tiempo. Pensando que seguramente puede relacionarse y conectarse con otro niño que ha sufrido como él, Billy (sin escuchar el resto de la historia) corre hacia Black Adam y trata de razonar con él. Para su sorpresa, Black Adam simplemente lo agarra y le dice que "no sabe nada".
Black Adam le muestra a Billy el resto de su origen, lo que revela que Aman tenía un tío (que ayudó a Aman a escapar de la esclavitud), cuyo nombre era Adam. Adam resultó herido durante su fuga, y cuando el mago eligió a Aman para ser su campeón, Aman compartió su poder con Adam para curarlo. Posteriormente, aunque Aman quiso usar su nuevo poder para ayudar a su pueblo y curar a sus antiguos esclavistas de sus malvadas almas, Adam solo buscó venganza contra aquellos que los habían esclavizado. Con este fin, cuando Aman llamó al rayo, Adam aparentemente mató a Aman para que él mismo fuera el único receptor del poder. Sin embargo, los detalles de la "muerte" de Aman no se muestran, dejando su destino abierto a la especulación. Black Adam se refiere al "sacrificio" de Aman y le dice a Billy que hará todo lo posible para "liberar este mundo de quienes lo esclavizan".
En el final de la historia del origen de Shazam, Black Adam retiene a los hermanos adoptivos de Billy como rehenes y les exige que renuncie a su poder o morirán. Pero en lugar de darle su poder a Black Adam, lo comparte con sus hermanos adoptivos, dándoles poder también como "Shazam". Juntos, luchan contra Black Adam y el "anfitrión" que los siete pecados han habitado. Eventualmente, el daño colateral pone en peligro a los civiles, por lo que Billy les ordena salvar a la gente mientras él solo lucha contra Black Adam. Finalmente se da cuenta de que su conocimiento de sus poderes recién adquiridos no puede derrotar a Adam, quien tiene mucha más experiencia en el uso de su magia, y decide volver a su forma de niño. Como Billy, un adolescente normal, desafía a Black Adam a que también se transforme (en Teth-Adam) para que sea una pelea "justa". Después de convencerlo un poco, lo hace, pero debido a que ha estado vivo durante siglos debido solo a su "forma de Black Adam", como un humano normal, rápidamente envejece y se convierte en polvo.
Durante la historia de Maldad Eterna, los revolucionarios en Kahndaq usan un antiguo pergamino para intentar revivir a Black Adam para que sea su campeón una vez más para salvarlos de su gobernante opresivo. Un hombre llamado Amon comienza a leer el antiguo hechizo, pero antes de que pueda completarlo, los militares los atacan. Amon, herido, hace que su hermana Adrianna complete el hechizo, que revive a Black Adam. Procede a derrotar a las fuerzas militares y mata al gobernante Kahndaqi. Actuando como protector de Kahndaq de nuevo, Black Adam ve el mensaje de Sindicato del Crimen, "El mundo es nuestro" y se enoja diciendo "¡este mundo no le pertenece a nadie!". Cuando Jimmy Olsen activa su reloj de señales de Superman cuando se enfrenta a Ultraman, Black Adam responde a la llamada y termina luchando contra Ultraman. Ultraman logra derrotar a Black Adam rompiéndole la mandíbula y lo arroja inconsciente al océano. Black Manta logró pescar a Black Adam del océano cuando se encuentra con Lex Luthor. Lex Luthor trabaja para resucitar a Black Adam. Cuando se trata de la batalla final contra el Sindicato del Crimen, Black Adam y Sinestro mueven la Luna donde el Sol termina debilitando a Ultraman. A raíz de la batalla contra el Sindicato del Crimen, se afirmó que los villanos que ayudaron a detener el Sindicato del Crimen harían borrar sus antecedentes penales. Black Adam y Sinestro no se preocuparon por eso y tomaron caminos separados, junto con los otros villanos.

### DC Rebirth(2016-2021)
En DC Rebirth, Black Adam aparece en la miniserie Dark Nights: Metal. Se revela que es miembro del Consejo de los Inmortales, un grupo con los seres más antiguos de la Tierra, como Vándalo Salvaje y Chica Halcón. Black Adam supuestamente mata al Doctor Fate en la Roca de la Eternidad mientras lucha contra él, Wonder Woman y Chica Halcón, que en ese momento Barbatos ha transformado en una versión malvada de sí misma llamada Lady Blackhawk.
Cuando Billy y su familia se topan con las puertas de las Tierras Mágicas y van a la Tierra de la Diversión, Black Adam llega a la Roca de la Eternidad algún tiempo después de su partida, y señala que el Consejo de la Eternidad selló las Tierras Mágicas por una razón, que la puerta a Monsterland todavía está sellado por ahora, y Billy no tiene idea de lo que ha hecho.
En la secuela de "Watchmen", "Doomsday Clock", Black Adam aprovecha "la teoría de Superman" y la carrera armamentista metahumana donde "salva" al Creeper del culto de Kobra y permite que cualquier refugiado metahumano busque asilo en Khandaq. Él y el Creeper luego atacaron a Israel. Luego él, el Creeper y Giganta atacaron a las Naciones Unidas y lucharon contra Wonder Woman. Cuando Wonder Woman derrotó a Giganta, Black Adam se comprometió con Wonder Woman. Después de un informe de noticias en el que se mencionó que las Amazonas interrumpieron la batalla y llevaron a la Mujer Maravilla de regreso a Themyscira, Black Adam hizo su siguiente movimiento en la Casa Blanca. Él, el Creeper, Killer Frost, Lady Clayface, Man-Bat, Manhunter, Sandstorm y Stingaree. Superman se enfrenta al grupo de Black Adam hasta la parte en la que Superman tiene su encuentro previsto con el Doctor Manhattan. Cuando los Héroes del Pueblo, los Forasteros y los Condenados aparecen con planes para hacer que Superman pague por su participación en el incidente que ocurrió en Rusia, Black Adam lleva a su grupo a llegar primero a Superman. Black Adam y su grupo finalmente son derrotados cuando Superman recibe el apoyo de la Legión de Super-Héroes y la Sociedad de la Justicia de América. Por parte de Black Adam, fue derribado por Jakeem Thunder y Johnny Thunderbolt.
Para que Black Adam pudiera distraer a la familia Shazam mientras él y el Doctor Sivana iban a las Tierras de los Monstruos para liberar a la Sociedad Monstruosa del Mal, Mister Mind convocó a los Siete Enemigos Mortales del Hombre que lo ayudaron a atacar a Shazam y Lady Shazam hasta el punto en que Shazam compartió sus poderes con su padre biológico C.C. Batson. Hubo un cambio en los poderes entre C.C. Batson y Mary Bromfield que afectó su lucha con Black Adam y los Siete Enemigos Mortales del Hombre. Esto iba y venía hasta que el Mago los teletransportó a Wozenderlands antes de que Black Adam y los Siete Enemigos Mortales del Hombre pudieran hacer su próximo ataque. Después de que C.C. usa sus poderes para enviar a Mamaragan de regreso a la Roca de la Eternidad, Black Adam llega y comienza a estrangular a C.C. mientras afirma que él está con Mister Mind en su plan. C.C. comienza a lanzar un hechizo para separar el alma de Black Adam de su cuerpo y enviarlo a Darklands. Se dividirá entre reinos como una forma de volver a ver a su familia. Resultó que C.C. es el verdadero anfitrión de Mister Mind. La familia Shazam comenta sobre la magia utilizada en Black Adam cuando ven su cuerpo antes de su pelea con la Sociedad Monstruosa del Mal. Scapegoat y Reina Roja notan en cuenta que Black Adam está inmovilizado porque se negó a seguir a Mister Mind. Cuando Mister Mind fue derrotado, el hechizo sobre Black Adam se rompió mientras ayudaba a Shazam a luchar contra Superboy Prime. Mientras culpa a Billy por abrir las puertas a Magiclands, Black Adam le aconseja a Shazam que deshaga el hechizo que uniría a Magiclands en una. Ambos citaron a "Shazam" para eliminar a Superboy-Prime. Cuando Adam comienza a convertirse en polvo, Shazam pudo restaurarlo al reclamar los poderes que colocó en C.C. Batson. Una vez que el hechizo se deshizo, Black Adam voló y le aconsejó a Shazam que no volviera a abrir las puertas de Magiclands. Mamaragan luego señala que Shazam verá que Black Adam eventualmente obtendrá una redención completa.
Durante la historia de "Invierno sin fin", Black Adam fue liberado una vez en el siglo X por Hippolyta, Swamp Thing y Príncipe Vikingo para ayudar a lidiar con Frost King. Cuando Flash es atacado por los monstruos de hielo del Frost King, él es salvado por Black Adam. Black Adam, Silver Banshee, Catman, Icicle, Rampage y Multiplex llegan a las instalaciones de Stagg Enterprises en Gotham City, donde la familia de Frost King se encuentra en estasis. Multiplex intenta ayudar a Black Adam, pero se agota demasiado y Frost King mata a Multiplex. Black Adam amenaza con matar a la familia de Frost King. Mientras Frost King está distraído, Sebastian Stagg envía un robot que puede disparar cañones de fusión fría, pero en cambio hace que Frost King sea más fuerte. Justo antes de que maten a Black Adam, llegan Superman, Wonder Woman, Flash, Batman y Green Lantern. Cuando resulta que el cuerpo real del Rey Helado quedó atrapado en la Fortaleza de la Soledad, Superman evita que Black Adam lo mate. Cuando el Rey Helado aparentemente es destruido en una explosión, Black Adam se va mientras jura vengarse de Superman.

### Frontera infinita(2021-presente)
En las páginas de Infinite Frontier, Black Adam se une a la Liga de la Justicia mientras Adam intentaba pasar página, recordando las lecciones que Adrianna le había enseñado. Comenzó a actuar más como un protector que como un vengador, lo que atrajo la atención de Superman, quien creía que la Liga de la Justicia necesitaba nuevas perspectivas.
En el aniversario de la muerte de Adrianna, Adam visitó su tumba y reflexionó sobre lo que ella había tratado de transmitirle. Mientras lo hacía, fue atacado por Brutus, un invasor de otro mundo. Después de que concluye el conflicto con Brutus, Adam se une a la Liga conocida alternativamente como "el Poderoso Adam".
Más tarde, durante la Crisis Oscura, después de la aparente muerte de la Liga de la Justicia a manos de Pariah, Adam se lamentaría en silencio de que deseaba haber sido asesinado también, para poder ver a Adrianna nuevamente.

## Poderes y habilidades
Los poderes de Black Ádam son prácticamente similares a los del Shazam!, pero al obtener sus poderes, debe pronunciar la palabra SHAZAM!, el cual tiene un significado diferente:
En el caso de Black Ádam es:
- S: Resistencia del dios egipcio Shu - Usando la resistencia virtualmente ilimitada de Shu, Black Adam puede resistir y sobrevivir a la mayoría de los tipos de ataques físicos extremos. Además, no necesita comer, dormir o respirar y puede sobrevivir sin ayuda en el espacio. Su metabolismo piadoso le proporciona una potencia mucho mayor que la humana en todas las actividades físicas. Sostenido por las energías mágicas que recorren su cuerpo, Adam es inmortal.
- H: La velocidad del dios egipcio Horus - Al canalizar la velocidad sobrenatural de Horus, Black Adam puede moverse a la velocidad de la luz. Pudo darle su velocidad al Golden Age Flash, corriendo a velocidades increíbles con él.
- A: La Fuerza del dios egipcio Amon - Black Adam tiene un nivel fenomenal de súper fuerza, capaz de doblar acero fácilmente, atravesar paredes, producir poderosas ondas de choque al aplaudir y levantar objetos masivos. La fuerza de Black Adam generalmente se representa en niveles iguales a los de Superman y el Capitán Marvel, aunque algunos escritores han descrito su fuerza como posiblemente superándolos. En al menos una ocasión, ha sido capaz de defenderse contra un conjunto de la Liga de la Justicia (menos Superman y Wonder Woman), la Sociedad de la Justicia de América, los Grandes Diez, Detective Marciano (que tiene una fuerza representada como cercana a la de Superman), y los Jóvenes Titanes.
- Z: La Sabiduría del dios egipcio Zehuti/Thoth (Cualquiera de los dos nombres es válido, ya que Zehuti es el otro nombre con que se le conoce al dios egipcio) - Black Adam tiene acceso instantáneo a un vasto nivel de conocimiento académico, lo que le permite hablar varios idiomas. La sabiduría de Zehuti también le brinda consejo y consejo en tiempos de necesidad.
- A: El Poder del dios Egipcio Atón - El poder de Atón permite que Black Adam vuele, alimenta el rayo mágico que transforma a Adam, mejora aún más las habilidades físicas sobrehumanas de Adam y proporciona resistencia mágica contra una gran cantidad de hechizos y ataques mágicos. Adam puede usar el rayo como arma esquivándolo y permitiéndole golpear a un oponente u objetivo. Le permite viajar a la Roca de la Eternidad, lo que le permite viajar interdimensionalmente y en el tiempo.
- M: La Valentía del dios Egipcio Mehen - Este aspecto es principalmente psicológico y espiritual. El valor de Mehen dota a Black Adam de cantidades sobrehumanas de fuerza interior, fuerza de voluntad, disciplina y resolución a las que recurrir en momentos de desesperanza, y posiblemente grandes habilidades de lucha. Está constantemente apoyado por una presencia armoniosa de buena voluntad y un coraje inquebrantable que nunca retrocede ante un desafío o siente una cantidad debilitante de miedo o desesperación, incluso frente a los oponentes más intimidantes. Su fuerza mental lo hace resistente a la telepatía y al control mental. En algunas representaciones, el valor de Mehen también proporciona un grado de su invulnerabilidad física al daño.

## Otras versiones

### Billy Batson y la magia de Shazam!
Black Adam es el villano principal del primer arco de la historia de la serie de cómics de Johnny DC, Billy Batson y la magia de Shazam de Mike Kunkel, una serie para todas las edades que sigue su propia continuidad derivada de la miniserie de Jeff Smith de 2007, ¡Shazam! La sociedad de monstruos del mal. Black Adam apareció en los primeros cuatro números de Billy Batson, publicado entre finales de 2008 y principios de 2009. En esta versión, el alter ego de Black Adam, Theo Adam, es un chico de 14 años, aunque gran parte del resto de su historia se mantiene fiel a la versión original del personaje de Fawcett. Dentro del contexto de la historia, el mago Shazam encarceló al errante Theo Adam en una dimensión alternativa durante los días del antiguo Egipto, solo para que Adam se libere después de que una batalla entre el Capitán Marvel y Mister Mind abre un agujero que le permite escapar. Sin embargo, Theo Adam ha olvidado la palabra mágica ("Shazam") que lo transformará en Black Adam, pero después de enterarse de que el joven Billy Batson ha asumido el papel del campeón de Shazam como Capitán Marvel, Theo pide la ayuda de los Siete Enemigos Mortales del Hombre y captura a Billy, intentando obligar a Billy a decirle la palabra.

### Flashpoint
En la línea de tiempo alternativa del evento Flashpoint, Black Adam desafió al Forastero, quien usó la tecnología para convocar el rayo mágico y convertirlo de nuevo en Teth-Adam. Luego es derribado del tren en el que estaban peleando, sufriendo lesiones graves después. Black Adam es asesinado más tarde por J'onn J'onzz.

### JLA/Avengers
Durante JLA/Avengers, Black Adam se encuentra entre los villanos controlados por la mente que atacan a los héroes mientras asaltan la Fortaleza de Krona en el n.°4. Se le muestra siendo derrotado por el Capitán Mar-Vell de Marvel.

### Futures End
En el futuro alternativo de Futures End, Black Adam fue encarcelado dentro de la Zona Fantasma por Superman (que en realidad es Billy Batson/Shazam). Cuando Ray Palmer, Amethyst y Frankenstein viajan a través de la Zona Fantasma, su nave se ve obligada a su tamaño normal y se revela a los ocupantes de la dimensión, incluido Black Adam. Ataca la nave y le arranca el brazo a Frankenstein, pero el trío logra escapar de la Zona Fantasma. Cuando Ray se convierte en el nuevo líder de Stormwatch, libera a Black Adam de la Zona Fantasma, prometiendo llevarlo de regreso a la Tierra para ayudar a salvar a Hawkman, Amethyst y Frankenstein de Brainiac. Black Adam invoca repetidamente relámpagos para impactar a Brainiac, dando tiempo a los demás para escapar y se une a ellos más tarde, luchando contra los robots de Brainiac. Black Adam llega sano y salvo a la Tierra con el resto de los nuevos Stormwatch y lucha contra las fuerzas del Padre Tiempo cuando llega para llevarse al Engineer. Pronto regresa a la Tierra después.

### Arrow
En el cómic relacionado con Arrow, temporada 2.5, Khem-Adam es un ex soldado de Kahndaq y líder de un grupo extremista llamado Onslaught que quiere salvar a un país de la influencia extranjera. A.R.G.U.S. envía al Escuadrón Suicida para matarlo. El Escuadrón comienza a matar a muchos miembros de Onslaught, mientras que Tigre de Bronce y Khem-Adam entran en una pelea, este último lo mata. Cuando Khem-Adam va a la batalla con el general Ravan Nassar, la pelea es interrumpida por Nyssa al Ghul y Sara Lance / the Canary. Adam es llevado a Nanda Parbat (la sede de la Liga de Asesinos) y presumiblemente es ejecutado por el ex prisionero de Onslaught convertido en miembro de la Liga Mesi Natifah.

## Aparición en Otros medios

### Televisión
- Apareció en la serie de 1981 The Kid Super Power Hour with Shazam! con voz de Lou Scheimer. En el episodio "El regreso de Black Adam", su origen es similar al Black Adam de Pre-Crisis. Al igual que en su aparición original de cómic, lo engañan para que diga "¡Shazam!", Esta vez con un pergamino, y se convierte en polvo, presumiblemente matándolo. Sin embargo, regresa en un episodio posterior, "A Little Something Extra": esta vez, después de haber sido frustrado en su plan para destruir a Norteamérica causando una acumulación de presión en la corteza terrestre, nuevamente se le engaña para que diga "Shazam "y es enviado de vuelta a los días del antiguo Egipto. En esta versión, se le mostró con hechizos mágicos, como hacer que un babuino en una exhibición llamada Thoth cobrara vida e hipnotizar a Mary Marvel, además de sus poderes de Marvel, tal vez para nivelar el campo contra la familia Marvel, numéricamente superior. Poderes adicionales incluyen: visión de congelación, parálisis mística, estatuas animadas, y la teletransportación. También tenía artefactos místicos como una granada que cambió de forma al Capitán Marvel Jr. en un perro (aunque Shazam logró deshacer esto). Tiene una asociada, la princesa Jemai, una antigua princesa egipcia con poderes mágicos que se parece a Isis.
- El personaje es mencionado brevemente por el nombre de su alter ego, Teth-Adam, durante un flashback en el episodio de "Historia Antigua" de Liga de la Justicia Ilimitada. Miles de años en el pasado, las tropas egipcias bajo el mando de Bashari (quienes se reencarnarían en el presente como John Stewart, un miembro del Green Lantern Corps y la Liga de la Justicia) liberaron a Kahndaq del gobierno enemigo. En agradecimiento, Teth-Adam le dio 100 sementales a los gobernantes de Egipto, Katar y Shayera (quienes se reencarnarían como Hawkman y Hawkgirl).[51]
- Black Adam aparece en el episodio de Batman: The Brave and the Bold en el episodio "El Poder de Shazam" con la voz de John DiMaggio. Al igual que en los cómics, se revela que fue el excampeón de Shazam que abusó de su poder y fue desterrado a otro planeta. Batman se asocia con el Capitán Marvel para luchar contra él y con el Dr. Sivana, quien desea usurpar la magia de Shazam que le da a Billy Batson su poder. Adam es traicionado por Sivana, quien absorbe su poder y convierte a Adán en un anciano. Después de que Sivana es derrotado (por Batman pronunciando mal "Shazam" para engañar a Sivana para que lo corrija y revierta, según la derrota de los cómics originales de Black Adam), Black Adam desaparece y Shazam teme su regreso.
- El nombre de Black Adam se menciona en el episodio "Isis" de Smallville. Un museo tiene una placa con el nombre que dice "Daga de Teth-Adam".
- Black Adam aparece en el episodio de Young Justice, "Revelation".[52] Se lo ve como un miembro de la Liga de la Injusticia que frecuentemente ataca a Superboy.
- Black Adam aparece en el episodio "Shazam Slam" de Justice League Action, con la voz de Gary Cole. Aparece por primera vez donde invade la Roca de la Eternidad. Después de que el Mago convoca a Billy Batson, Black Adam usa un orbe especial para interceptar el rayo que transforma a Billy en Shazam. Al encarcelar a Billy, Black Adam arroja al Mago fuera de la Roca de la Eternidad. Black Adam luego desata a los Hermanos Djinn en la Tierra. Con la ayuda de Batman, el mago pudo liberar a Billy Batson, donde se convirtió en Shazam y fue derrotado. Shazam luego expulsa al Adán Negro a los confines más lejanos de la galaxia. Más tarde, Black Adam regresa donde ayuda a los restantes Hermanos Djinn Abnegazar, Rath y Nyorlath luchan contra Superman, Wonder Woman, John Constantine, Green Arrow, Plastic Man y Swamp Thing. La marea cambia cuando Batman llega cuando Billy Batson se transforma en Shazam, donde la Liga de la Justicia derrota a Black Adam, Abnegazar, Rath y Nyorlath. Los cuatro fueron arrojados a un portal donde John Constantine los envió a algún lugar donde Batman no pudo obtener la respuesta de John Constantine.
- Black Adam aparece en el episodio de Harley Quinn, "L.O.D.R.S.V.P.", que lo representa como miembro de la Legión del Mal.

### Cine

#### Animación
- Es el villano principal de la película animada Superman/Shazam!: El Regreso de Black Adam, con la voz de Arnold Vosloo.[53][54] Él regresa a la Tierra después de sus 5,000 años de exilio para causar estragos en la Tierra solo para terminar luchando contra Superman y el Capitán Marvel. Después de una larga batalla, es derrotado por el Capitán Marvel pero le perdonó la vida. Cuando Tawky Tawny llega, Black Adam lo identifica como el lacayo de Shazam. Para evitar ser desterrado más lejos de la Tierra, Black Adam cita a "Shazam" y se convierte en un anciano marchito que se convierte en polvo.
- Black Adam aparece en Lego DC: Shazam!: Magic and Monsters, con la voz de Imari Williams.
- Black Adam aparece en la escena poscréditos de DC League of Super-Pets, con la voz de Dwayne Johnson. Esta versión posee un perro llamado Anubis (también expresado por Johnson).

#### Acción en vivo
Teth-Adam / Black Adam aparece en películas ambientadas en el Universo Extendido de DC (DCEU), interpretado por Dwayne Johnson.
- Una proyección mística de Black Adam, con la semejanza de Johnson, aparece en Shazam! (2019). El mago Shazam le explica a Billy Batson que Black Adam desató los Siete Pecados Mortales en la Tierra y borró civilizaciones enteras antes de ser capturado y encarcelado durante 5000 años. Originalmente, el personaje iba a aparecer en la película antes de que se decidiera que recibiría su propia película para evitar interferir con la narrativa de Shazam!.
- Black Adam aparece en una película homónima (2022),[56] en la que se revela que su hijo Hurut (interpretado por Jalon Christian y Uli Latukefu como su forma potenciada) era el campeón original de Kahndaq elegido por el Consejo de Magos antes de que él legó sus poderes a su padre herido de muerte para salvarlo y fue asesinado poco después.[55] Teth-Adam luego es liberado en el presente y finalmente se convierte en el nuevo protector de Kahndaq.

### Videojuegos
- Es un personaje jugable en el videojuego Lego Batman 2: DC Super Heroes y su secuela Lego Batman 3: Beyond Gotham.
- Black Adam es un personaje jugable en el videojuego Injustice: Dioses entre nosotros, y en su secuela, Injustice 2.[57]
- Es un jefe en el videojuego DC Universe Online.